# ペトルィキウカ
ペトルィキウカ（ウクライナ語: Петриківка、英語: Petrykivka）は、ウクライナ東部中央部のドニプロペトロウシク州ドニプロ地区にある集落である。ペトリキウカ塗り（ユネスコの無形文化遺産）で知られる民芸の中心地である。ペトルィキウカ集落共同体の行政中心地であり、2024年まで集落型都市（смт）の地位を有していた。

## 地理
ペトルィキウカは、チャプリーンカ川のほとりに位置し、6km下流でオリーリ川に合流する。上流にはマラ・ペトルィキウカ、下流にはイヴァニウカが隣接する。川は曲がりくねり、潟湖や湿地帯を形成する。集落を通る道路はТ0414、Т0441、Н31である。最寄りの鉄道駅はバリウカ駅（19km）である。

## 歴史
ペトルィキウカの歴史は以下の通りである：
- 1772年: 伝説によれば、コサックのペトリクが設立し、農奴を集めた[4]。歴史的文書で初言及され、クリリウカの住民が洪水のため正教会を移転するようペトロ・カルヌィシェウシキーに依頼。木造の聖ゲオルギイ教会が建設された。
- 1766年–1775年: プロトウチャンシカ・パランカに属す。
- 1859年: 人口10,819人、1,397世帯、2つの正教会と学校を有し、3つの市場が開催された[5]。
- 1886年: 人口11,668人、1,768世帯、3つの正教会、シナゴーグ、施療院、郵便局、29の店舗を有した[6]。
- 1941年–1943年: 第二次世界大戦中、1941年9月25日にソビエト赤軍が撤退、1942年10月1日からペトルィキウカ・ゲビートの行政中心地としてドイツの民間統治下に置かれた。1943年9月25日に赤軍が奪還。
- 2020年: ペトルィキウカ地区が廃止され、ドニプロ地区に統合[7]。

## 経済
主な企業は以下の通りである：
- PMK-17「ペルソナル」
- 農業会社「スヴィタノク」
- INTTAS GMBH
- ペトルィキウカ民芸センター
- ペトルィキウカ漁業協同組合

## 人口
2001年の国勢調査によると、人口は4,913人である。2022年1月1日時点で4,446人である。

### 言語
2001年の国勢調査に基づく母語の分布は以下の通りである：
| 言語          | 人数  | 割合   |
| ------------- | ----- | ------ |
| ウクライナ語  | 4,766 | 97.01% |
| ロシア語      | 135   | 2.75%  |
| アルメニア語  | 4     | 0.08%  |
| ベラルーシ語  | 2     | 0.04%  |
| その他/未回答 | 6     | 0.12%  |
| 合計          | 4,913 | 100%   |

## 社会施設
- ペトルィキウカ総合学校I-III（小中高一貫校）
- ペトルィキウカ総合学校I-II（小中学校）
- 2つの幼稚園
- 職業技術学校第79号[11]
- 児童創造センター
- 病院
- 診療所
- 文化会館
- 音楽学校
- 美術学校

## 観光スポット
- ペトリキウカ塗り：18世紀から続く装飾民芸絵画。2012年にウクライナの無形文化遺産、2013年にユネスコ無形文化遺産に登録[12]。
- ペトルィキウカ民族誌・生活・民俗美術博物館：ペトルィキウカ民芸センターを拠点に設立[13]。
- コサックファーム・ガルシキウカ：ペトルィキウカの西数キロに位置する民族誌複合施設。
- ヒョードル・パンコ博物館：ペトリキウカ塗りの巨匠の作品を展示。

## 文化
ペトルィキウカは、1991年に設立されたペトルィキウカ民芸センターで知られる。40人の著名な職人（うち20人がウクライナ国立芸術家連盟会員、5人がウクライナ功労民芸職人）を擁し、木工品にペトリキウカ塗りを施す。作品はポーランド、カナダ、フランス、日本などで展示され、ウクライナの政府機関や銀行が発注する。

## 正教会の歴史
ペトルィキウカの正教会は、ペトロ・カルヌィシェウシキーの活動と密接に関連する。
- 1772年: クリリウカの洪水を受け、カルヌィシェウシキーが聖ゲオルギイ教会をペトルィキウカに移設。1773年4月23日に基礎が築かれ、1775年3月22日に奉献された（木造、コサック・バロック様式）。
- 1812年: ナポレオン戦争勝利100周年を記念し、聖母誕生教会（通称「白い聖母」）が建設開始。1912年に完成（レンガ造り）。
- 1934年: 両教会がソビエト政権により破壊。聖ゲオルギイ教会の銀製祭壇布は没収され、貴重な史料が焼却された。

## 著名人
- ナディヤ・ビロキン（1893–1981）：ペトリキウカ塗りの職人。
- イヴァン・ベリシキー＝ステツェンコ（1923–2003）：ポスト印象派の画家。
- レシャ・ステポヴィチカ（1952–）：詩人、作家。
- セメン・ダヌィレイコ（1927–1981）：詩人。
- ステパン・コショヴィー（1921–1977）：画家。
- セルヒー・オレル：ペトルィキウカ医療センター所長、ウクライナ功労医師[16]。
- ヒョードル・パンコ（1924–2007）：ペトリキウカ塗りの巨匠。
- テチャナ・パタ（1884–1976）：ペトリキウカ塗りの創始者。
- アンドリー・ピクシュ（1950–）：ペトルィキウカ民芸センター会長、ウクライナ功労民芸職人。
- マリヤ・ピクシュ（1954–）：画家、2007年にオリガ公妃勲章受章。

## ギャラリー

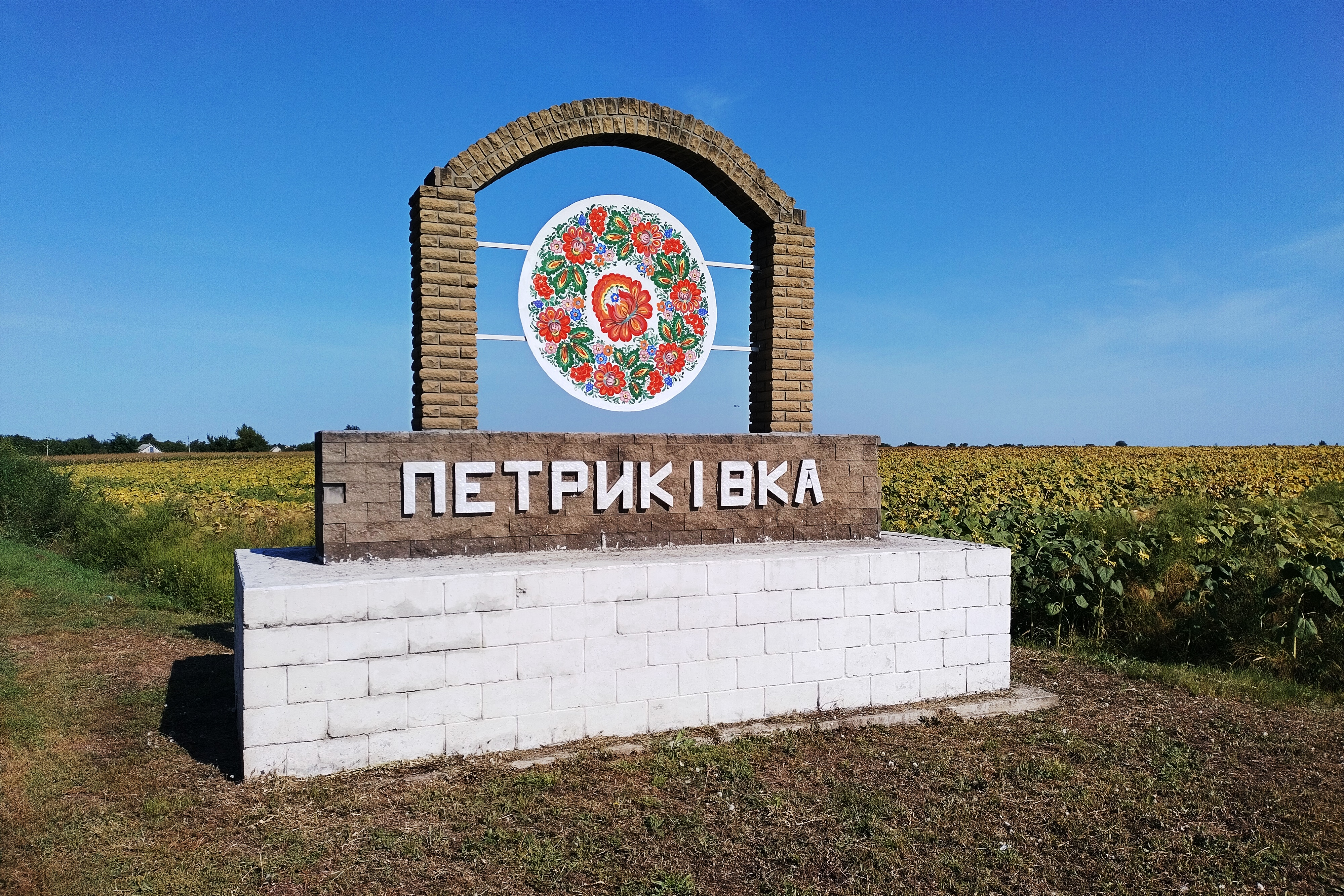
集落入口のステラ
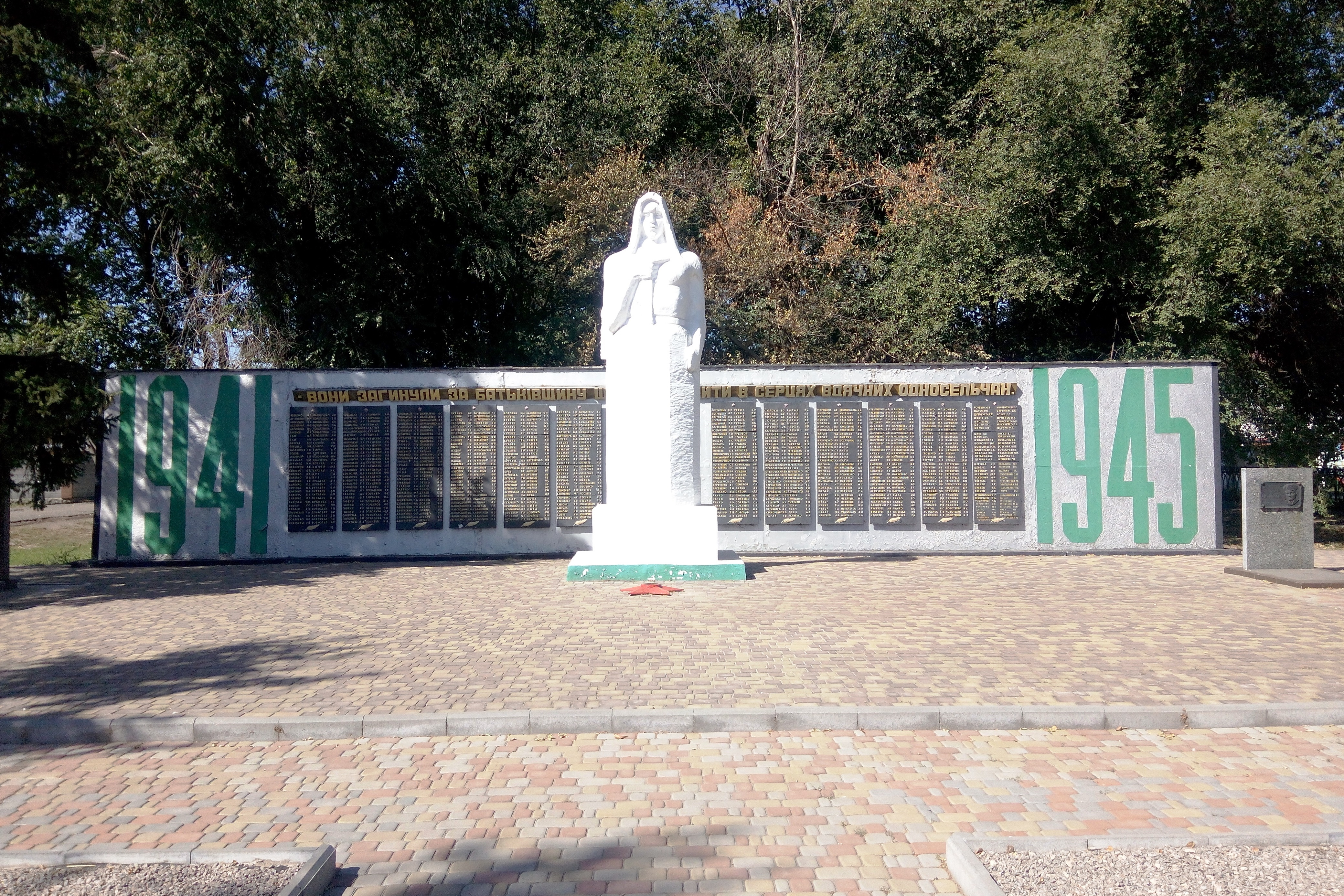
戦没者記念碑
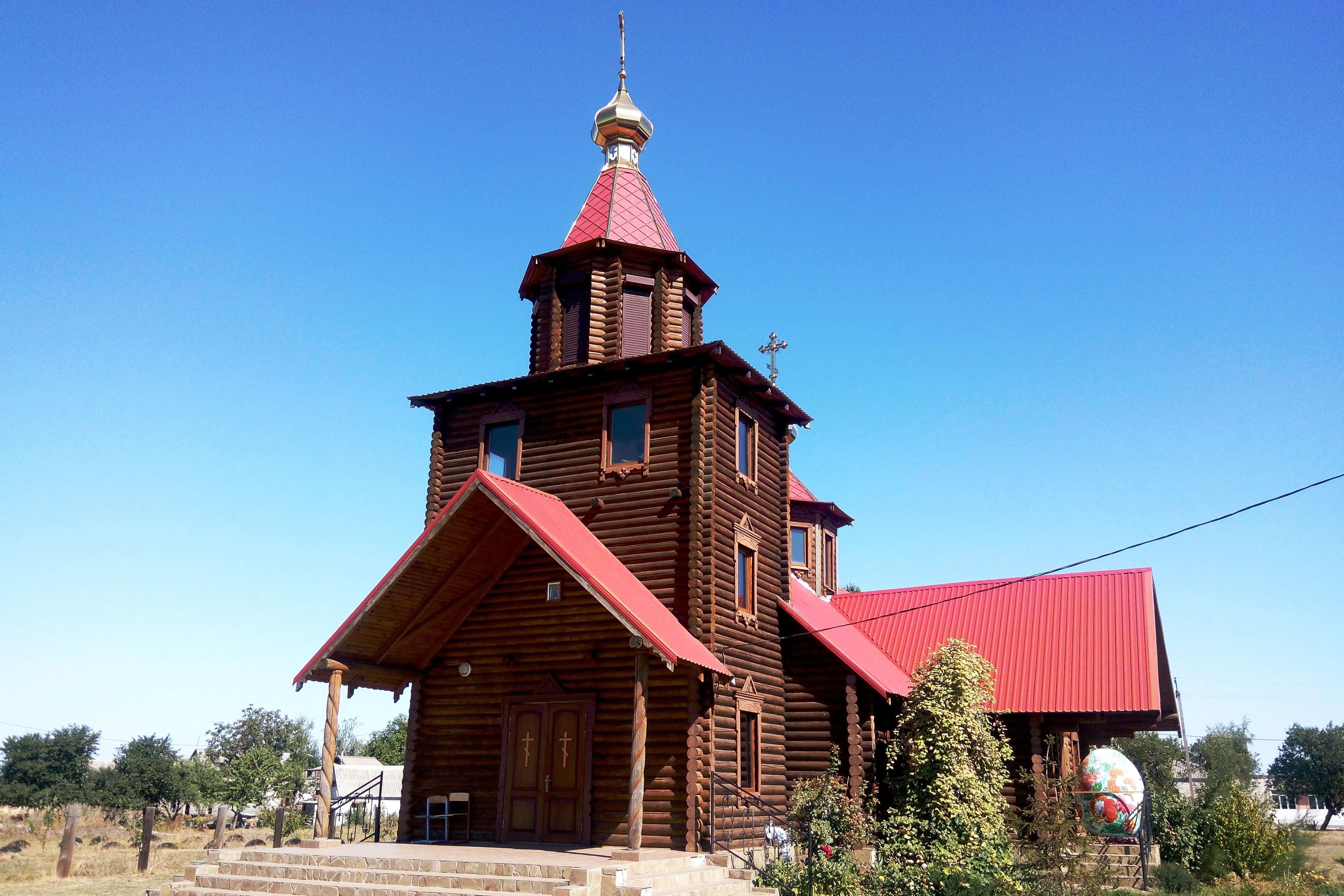
聖母誕生教会（木造）
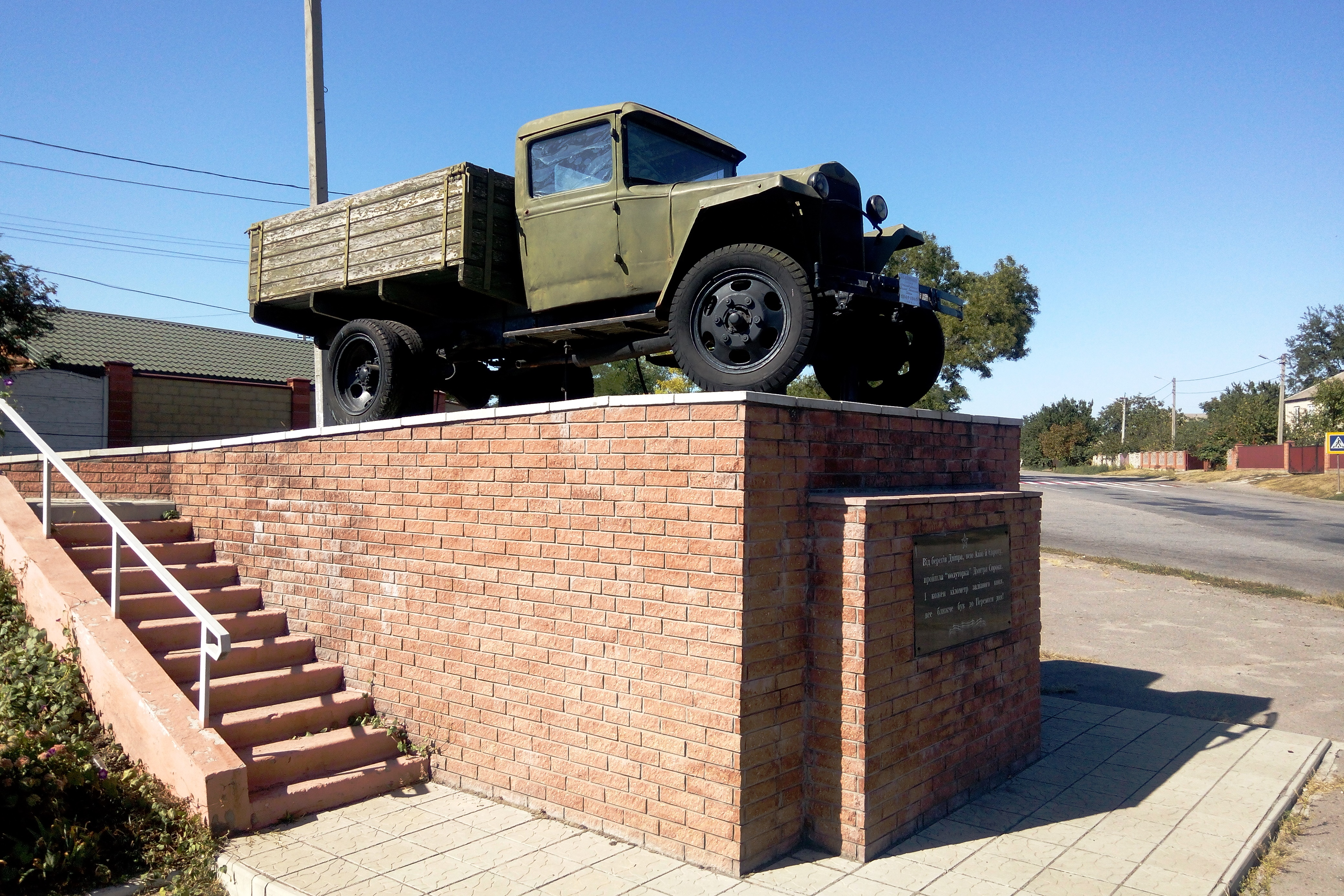
軍用運転手の記念碑
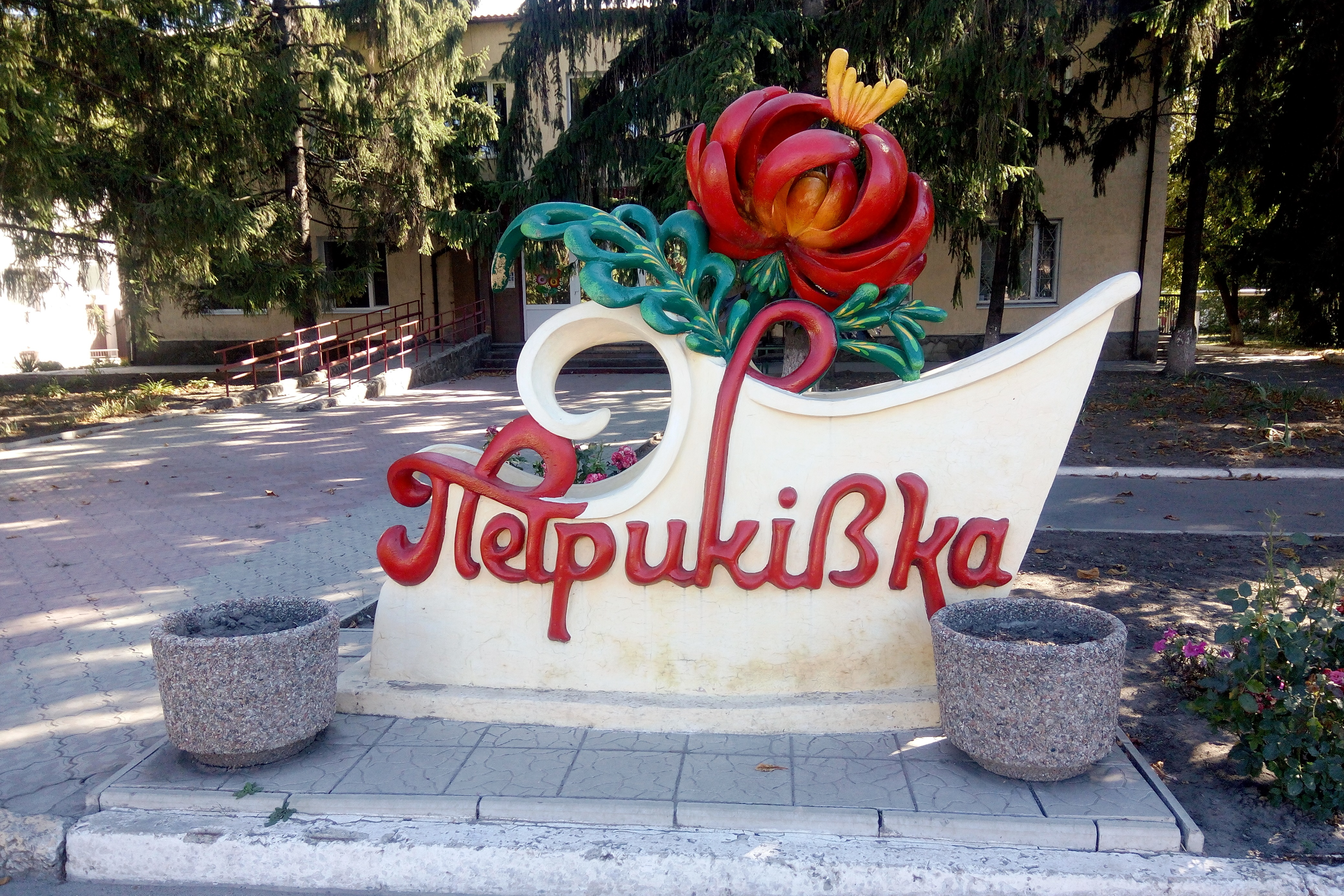
アートオブジェ「ペトルィキウカ」
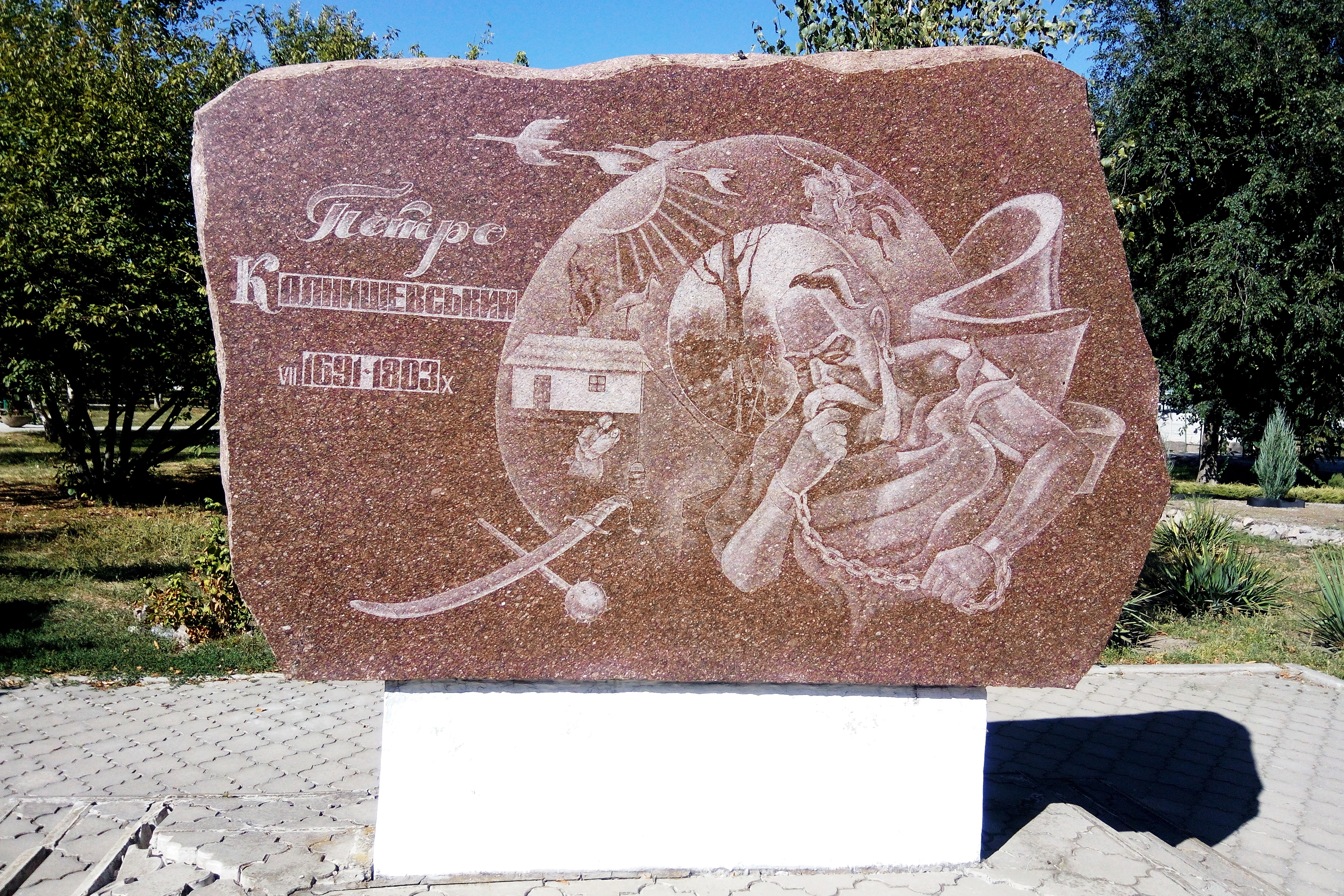
カルヌィシェウシキー公園の記念碑
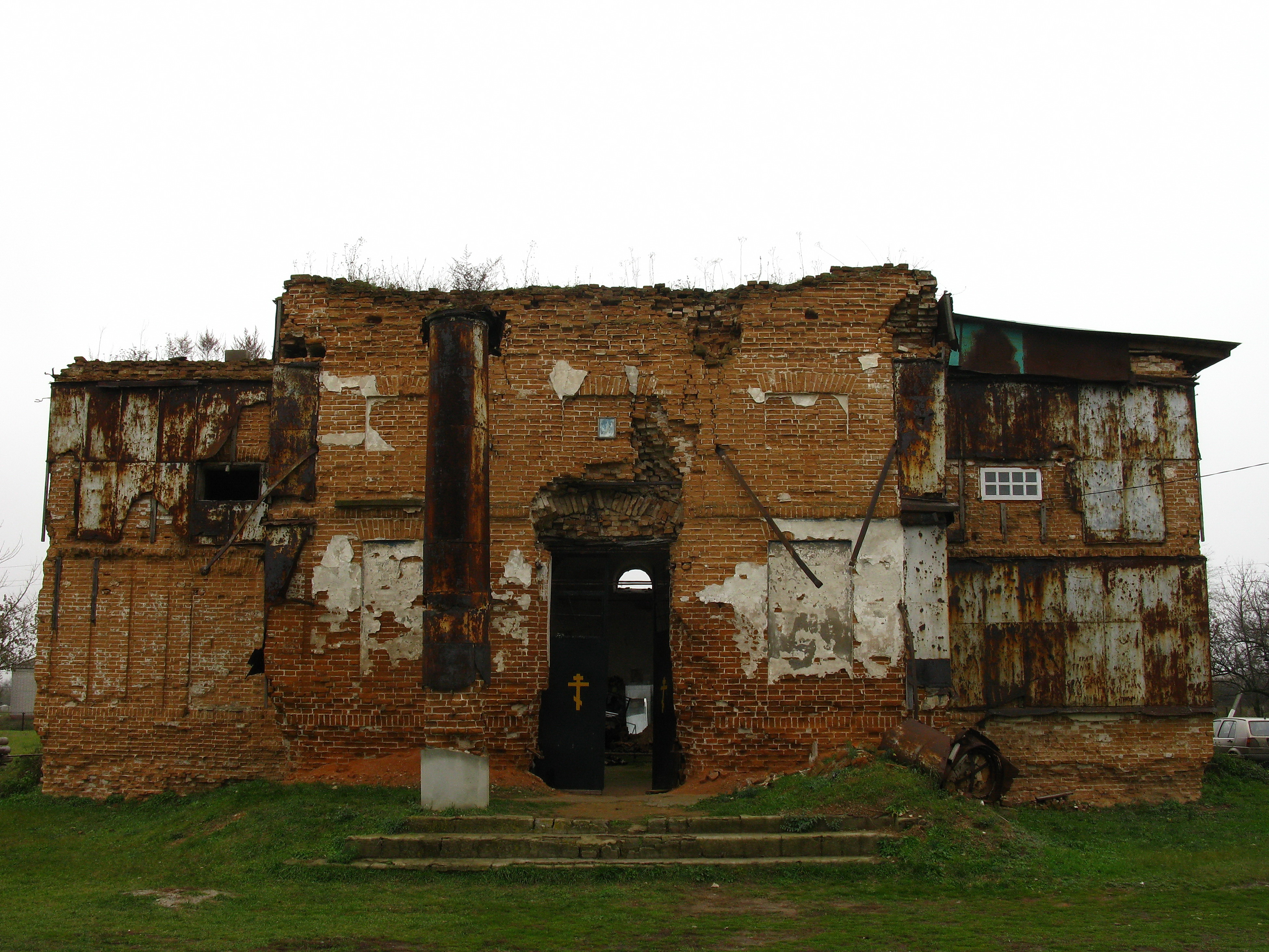
聖母誕生教会（2009年）
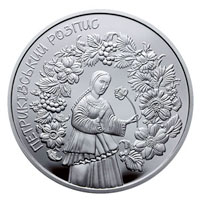
ウクライナ国立銀行の記念コイン（2016年）
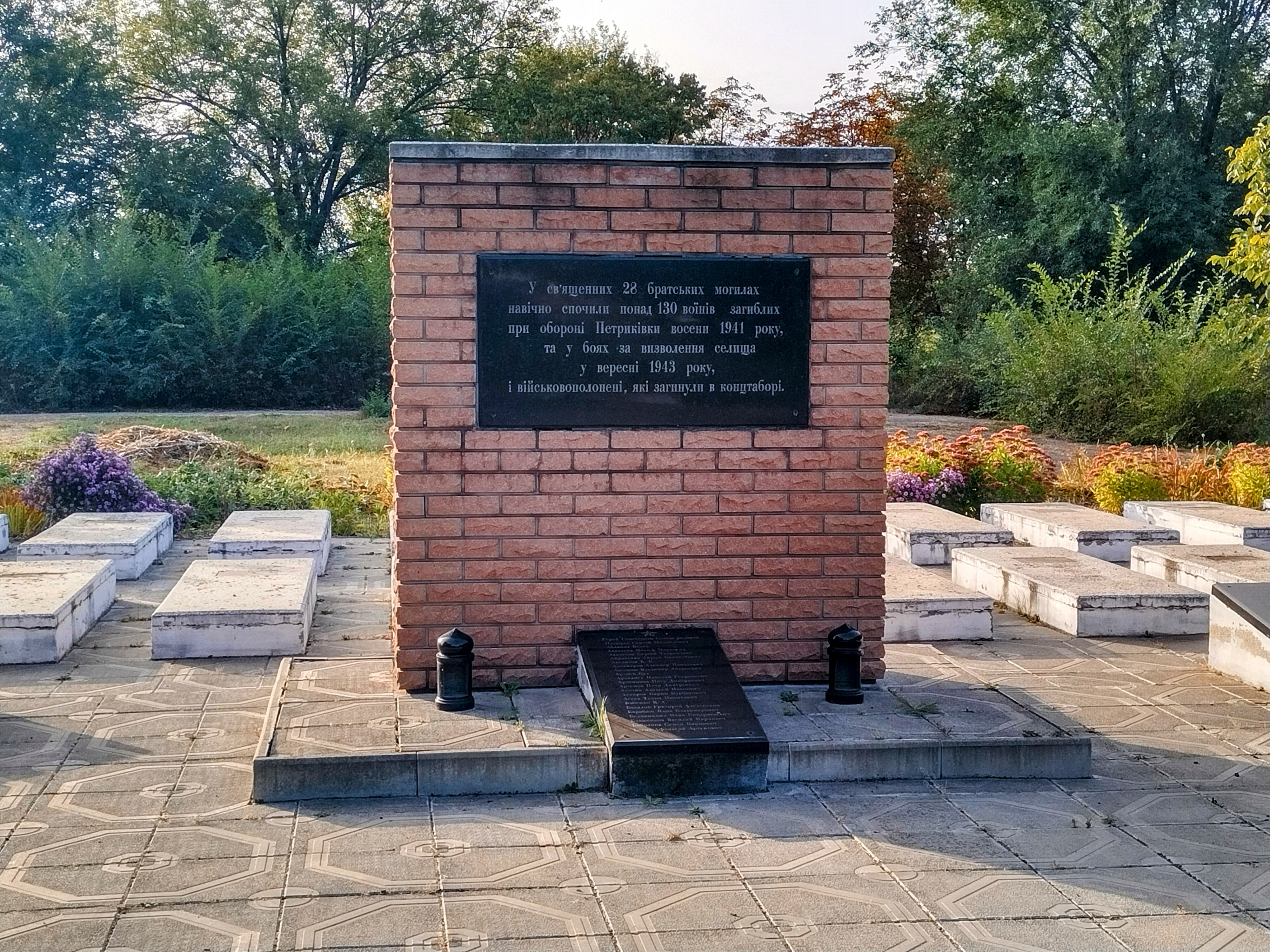
軍事記念碑
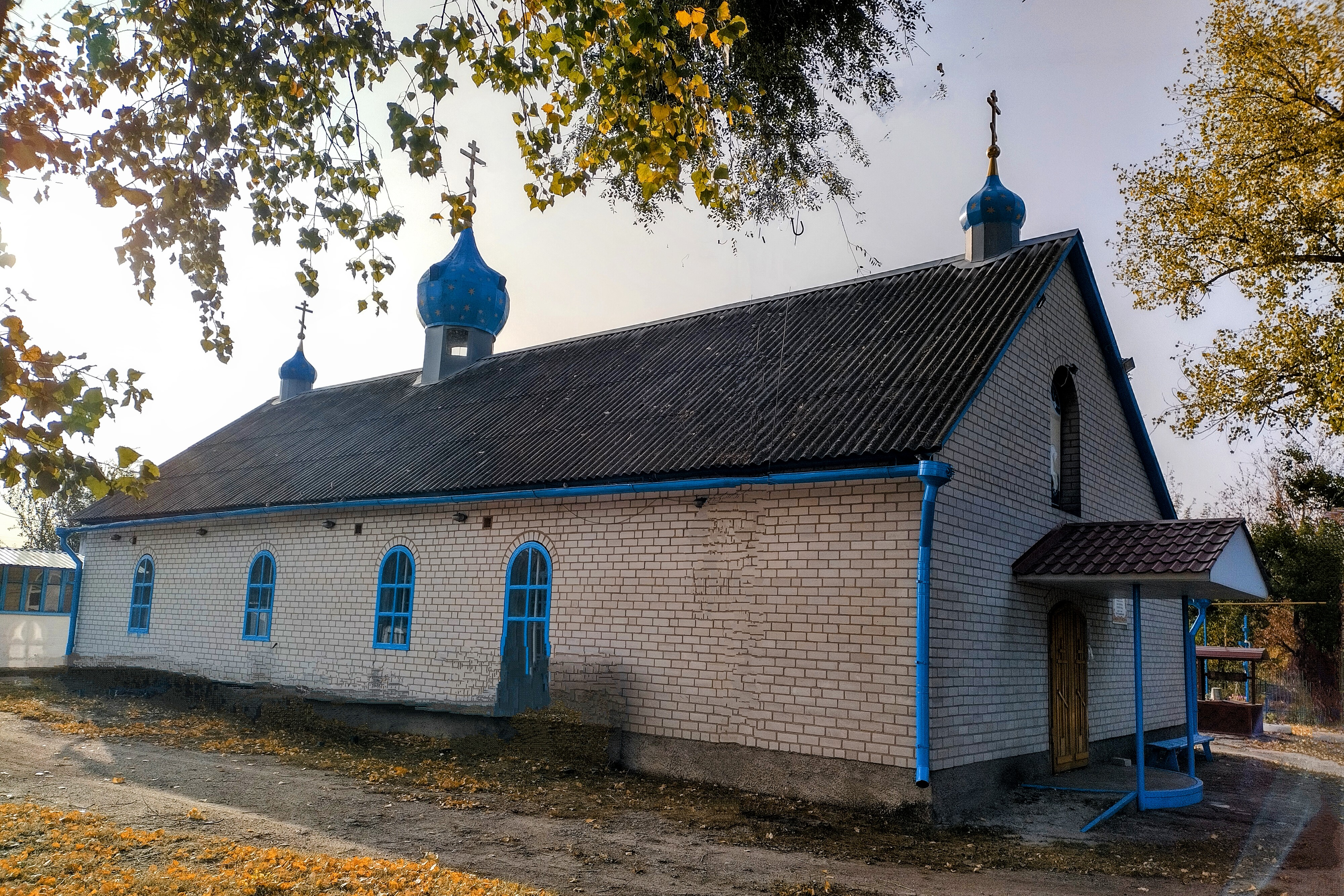
聖ゲオルギイ教会
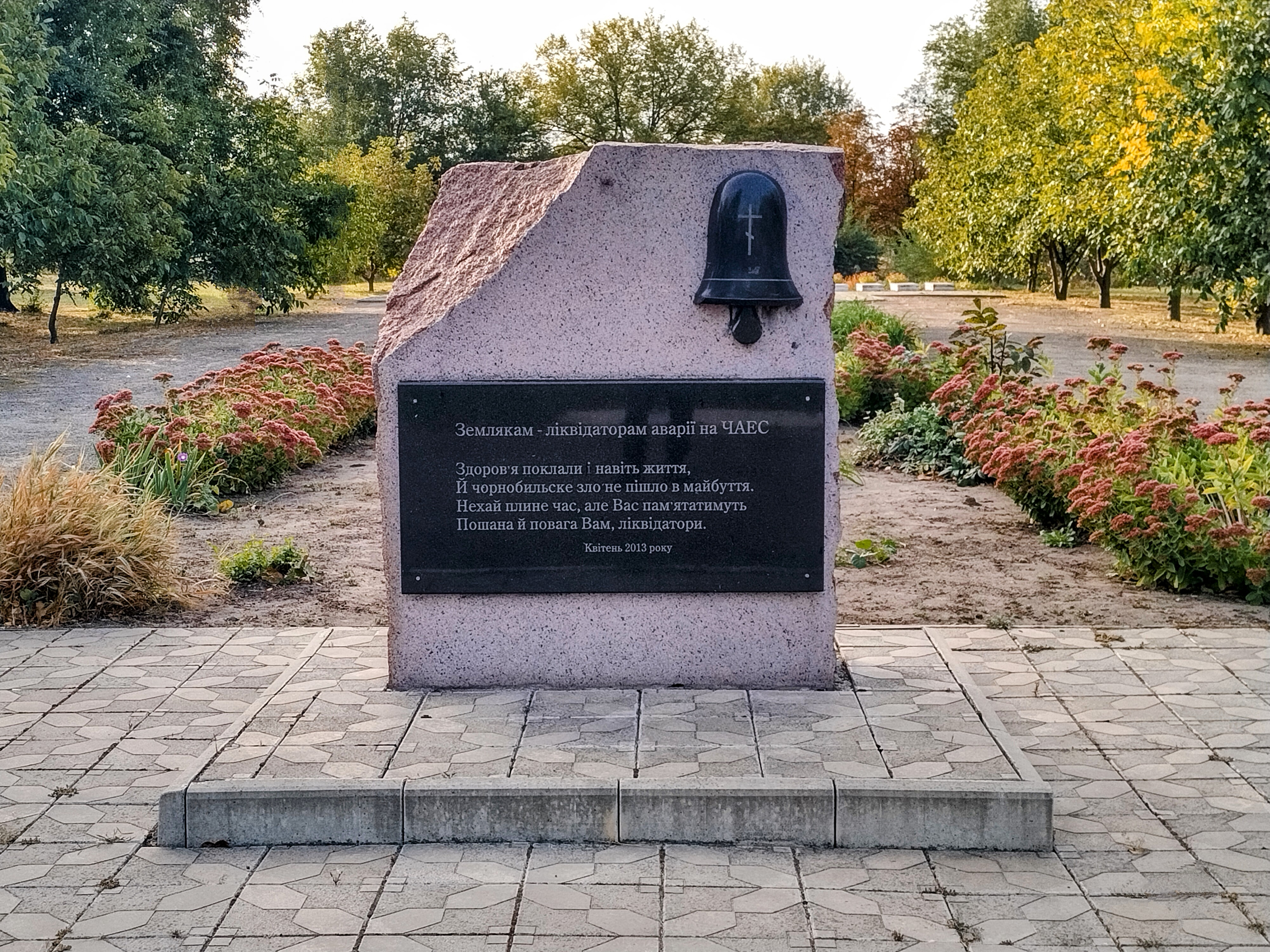
チェルノブイリ事故対応者記念碑
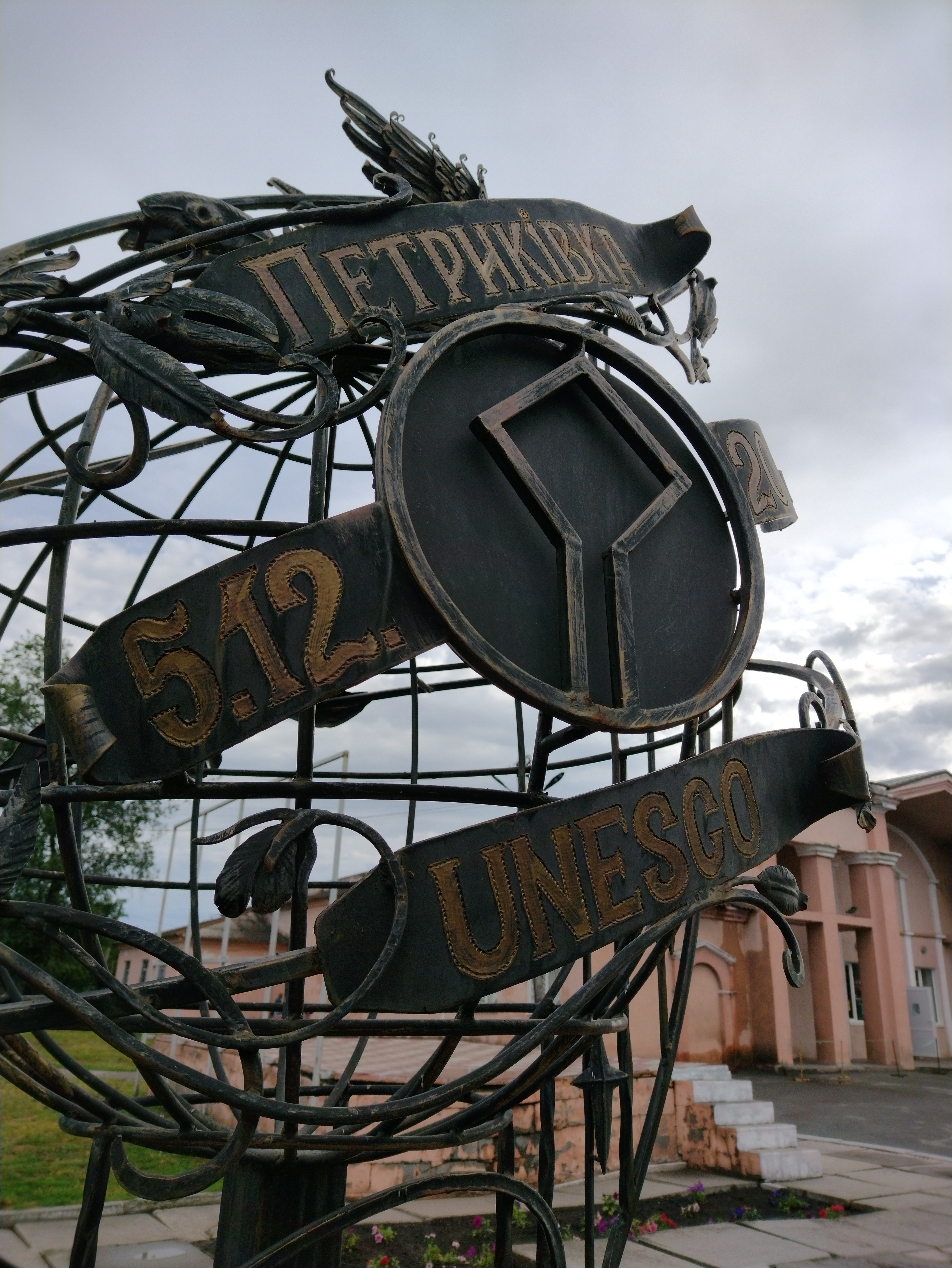
ユネスコ記念碑（2013年12月5日）